# Carvalho de Brito
Carvalho de Brito é um distrito do município brasileiro de Sabará, no estado de Minas Gerais. Segundo o censo demográfico de 2022, realizado pelo Instituto Brasileiro de Geografia e Estatística (IBGE), sua população era de 76 228 habitantes e havia 27 015 domicílios particulares permanentes ocupados. Possui área de 39,87 km² conforme a Fundação João Pinheiro (FJP).

## História
Em 1887, chegou nessa região o material para construção da antiga estação da central do Brasil. Em 1893 foi construída a estrada de ferro ligando Sabará a Santa Luzia. 
Em 1895, foi construída a estação ferroviária da Estrada de Ferro Central do Brasil na região da Fazenda Marzagão, recebendo o nome de Estação General Carneiro, em homenagem ao General Antônio Gomes Carneiro, nascido no Serro. Foi governador das Províncias do Paraná e do Mato Grosso. 
A localidade foi reconhecida como distrito pelo decreto-lei estadual nº 148 de 17 de dezembro de 1938, ao ser desmembrada de Belo Horizonte com o nome de Marzagão. Posteriormente a denominação foi alterada para Marzagânia e, depois, para Carvalho de Brito.